# (100872) 1998 HS81
(100872) 1998 HS81 es un asteroide perteneciente al cinturón de asteroides, región del sistema solar que se encuentra entre las órbitas de Marte y Júpiter, descubierto el 21 de abril de 1998 por el equipo del Lincoln Near-Earth Asteroid Research desde el Laboratorio Lincoln, Socorro, Nuevo México, Estados Unidos.

## Designación y nombre
Designado provisionalmente como 1998 HS81. 

## Características orbitales
1998 HS81 está situado a una distancia media del Sol de 3,029 ua, pudiendo alejarse hasta 3,428 ua y acercarse hasta 2,629 ua. Su excentricidad es 0,131 y la inclinación orbital 6,632 grados. Emplea 1925,64 días en completar una órbita alrededor del Sol.

## Características físicas
La magnitud absoluta de 1998 HS81 es 14,8. Tiene 7,508 km de diámetro y su albedo se estima en 0,038. 